# 中島徹 (漫画家)
中島 徹（なかじま とおる、1963年7月11日 - 2011年3月26日）は、日本の漫画家。神奈川県横浜市出身。
1986年、『増刊少年サンデー』（小学館）に掲載された「恋の上体ひねり」でデビュー。以降、主に小学館の雑誌で活動していた。
2011年3月26日、大腸癌のため死去。47歳没。『ビッグコミックオリジナル』（小学館）連載の『玄人のひとりごと』は2010年4月5日号（第7号）を最後に「作者病気療養」による休載が続いたが、そのまま終了となった。

## 作品リスト
| 作品名                   | 掲載誌                         | 初出            | 単行本 | 備考/概略                                                                                        |
| ------------------------ | ------------------------------ | --------------- | ------ | ------------------------------------------------------------------------------------------------ |
| 少年雀鬼-東-             | 少年サンデー増刊号             | 1987年 - 1990年 | 全06巻 |                                                                                                  |
| 江戸の悪漢（ピカレスク） | 週刊少年サンデースペシャル増刊 | 1988年          |        | 剣術の達人・一条小助と槍術の達人・二条ゆかりが犯罪者専門のたかり屋として活躍する時代劇ギャグ漫画 |
| 玄人のひとりごと         | ビッグコミックオリジナル       | 1988年 - 2010年 | 全11巻 | 作者病気療養により中断、逝去によりそのまま終了                                                   |
| ギャンブル王子嵐         | 少年サンデー増刊号             | 1991年 - 1994年 | 全05巻 |                                                                                                  |
| きちんと軍配!            | ビッグコミックオリジナル増刊   | 1992年 - 1997年 | 全01巻 |                                                                                                  |
| 戦え!グリーンベレーくん  | 小学五年生                     |                 | 全02巻 |                                                                                                  |
| 五月原課長のつぶやき     | ビッグコミック                 |                 | 全06巻 |                                                                                                  |

## 逸話
- 『玄人のひとりごと』で万歩計が登場した話で、「（万歩計の）安物は多少の揺れでカウントする」と台詞で描写したことに対して「表現に問題がある」との抗議があり、後の号で万歩計の商標を持つ山佐時計計器とその関係者に対する謝罪文が掲載された。
- 『戦え!グリーンベレーくん』は、連載当時は主人公が冬休みにグリーンベレーに入隊したという設定になっているが、単行本では夏休みに変更されている。
- 麻雀に関する作品を多数発表していたが、作者自身は「まだ一度も役満をあがったことがない」と、あまり強くはないことを告白していた[2]。なお『玄人のひとりごと』あとがきにて、競馬・競艇などのギャンブルもやるものの勝率は高くないことも明かしている。
- 中島と同時期にデビューした漫画家・森真理によれば、既に余命半年となっていた中島は、身の回りの物を片付け、漫画の道具も早々と始末し、「親は年だし、兄弟は家庭を持っているし、家族に迷惑かけたくないから独り暮らしのままで逝く、最期はヘルパーさんに来てもらって死ぬから[3][注 1]」と編集者に語っていたという[3]。森真理はブログで「なんでそんなに潔いのだろうか？[3]」「思うに、漫画一筋だった中島さんは作品に全てを注ぎ込み、人に会わなくても、闘病記などを発表しなくても、充分に自己表現をし、そして満足していたのかもしれない[3]」と述べている。